# Rejon tetyjowski
Rejon tetyjowski (ukr. Тетіївський район) – była jednostka administracyjna w składzie obwodu kijowskiego Ukrainy istniejąca do 17 lipca 2020 roku.
Powstał w 1923. Miał powierzchnię 756 km² i liczył w 2018 roku około 31 tysięcy mieszkańców. Siedzibą władz rejonu był Tetyjów.
W skład rejonu wchodziła 1 miejska rada oraz 22 silskie rady, obejmując 32 wsie.

## Miejscowości rejonu
- Burkowce[3] (Бурківці)
- Chmielówka[4]  (Хмелівка)
- Czerepin[5] (Черепин)
- Czerepinka[6] (ukr. Czerepynka - Черепинка)
- Denhofówka[7] (ukr. Denychiwka) (Денихівка)
- Dąbrówka[8] (Дібрівка)
- Dubyna (Дубина)
- Hałajki[9] (Hałajky - Галайки)
- Hałajki (Голодьки)
- Horoszków[10] (Горошків)
- Hryhorówka (Григорівка)
- Kasperówka[11] (Кашперівка)
- Kluki[12] (Клюки)
- Koszów[13] (Кошів)
- Ladzka Słoboda[14] (Stepowe)
- Mołoczne[15] (Молочне)
- Michajłówka[16] (Михайлівка)
- Nenadycha[17] (Ненадиха)
- Odajpil[18] (Одайпіль)
- Persze Trawnia[19] (Перше Травня)
- Pjatyhory[20] (П'ятигори)
- Pohreby[21] (Погреби)
- Rideńke[22] (Ріденьке)
- Rosiszki[23]  (Росішки)
- Skibińce[24]  (Скибинці)
- Sofipol[25] (Софіпіль)
- Stadnica[26] (Стадниця)
- Tajnica[27] (Тайниця)
- Tarasówka (Тарасівка)
- Teleżyńce[28] (Теліжинці)
- Tetyjów (Тетіїв)
- Wysokie[29] (Високе)
- Zwieniacza[30] (Дзвеняче)